# George W. Johnson
George Washington Johnson (Virginia, c. 29 de octubre de 1846 - Nueva York, 23 de enero de 1914) fue un cantante estadounidense y pionero en la grabación de sonido. Johnson fue la primera estrella discográfica afroamericana del fonógrafo.

## Biografía

### Infancia y juventud
Johnson nació en Virginia, ya sea en el condado de Fluvanna o cerca de Wheatland en el condado de Loudoun. Su padre era esclavo, y probablemente fue liberado en 1853. Desde muy temprana edad, Johnson se crio cerca de Wheatland como compañero y sirviente del hijo de un próspero granjero blanco. Durante su estancia con esta familia, desarrolló su habilidad musical e incluso aprendió a leer y escribir, lo cual era ilegal para un niño negro en Virginia antes de la guerra civil estadounidense. Más tarde trabajó como obrero y, cuando tenía poco más de veinte años, se mudó a la ciudad de Nueva York. A finales de la década de 1870, se ganaba la vida como animador callejero en Nueva York, y se especializaba en silbar melodías populares.

### Carrera musical
En algún momento entre enero y mayo de 1890, fue contratado por dos distribuidores de fonógrafos regionales diferentes que buscaban artistas de grabación para sus máquinas que funcionan con monedas. Charles Marshall de la New York Phonograph Company y Victor Emerson de la New Jersey Phonograph Company escucharon a Johnson actuar en Manhattan, probablemente en las terminales de transbordadores del río Hudson. Ambos invitaron a Johnson a grabar su fuerte silbido irregular en cilindros de fonógrafo de cera por una tarifa de veinte centavos por cada dos minutos de actuación. Aunque podía silbar todas las melodías del día, una de sus primeras grabaciones para ambas compañías fue una popular canción novedosa de vodevil titulada «The Whistling Coon». Johnson cantó además de silbar, y también pudo soltar una carcajada bulliciosa en el tono musical. A partir de esto desarrolló la segunda actuación que lo hizo famoso, «The Laughing Song». Aunque grabó otros materiales, incluido el silbido de la canción «Listen to the Mockingbird» y algunas actuaciones breves de juglares realizadas con otros artistas, fueron estas dos canciones las que interpretaría y grabaría una y otra vez durante años.
En los primeros días de la industria discográfica, cada disco era un «Masterización». Un cantante con una voz fuerte podría hacer tres o cuatro grabaciones utilizables a la vez, con tantas máquinas funcionando simultáneamente con sus cuernos de grabación apuntando hacia la boca del cantante. Johnson a veces cantaba la misma canción una y otra vez en el estudio de grabación cincuenta o más veces al día.
En 1895, las dos melodías más concisas de Johnson, «The Whistling Coon» y «The Laughing Song», se convirtieron en las grabaciones más vendidas en los Estados Unidos. Las ventas totales de sus cilindros de cera entre 1890 y 1895 se han estimado entre 25 000 y 50 000, cada uno registrado individualmente por Johnson. Sorprendentemente, la compañía discográfica de Nueva Jersey comercializó a Johnson como un hombre negro, durante una era en la que gran parte de la vida estadounidense estaba fuertemente segregada por raza. «The Whistling Coon» se caracterizaba por una melodía alegre y una letra que sería inaceptable hoy en día, en la que se compara a un hombre negro con un babuino.

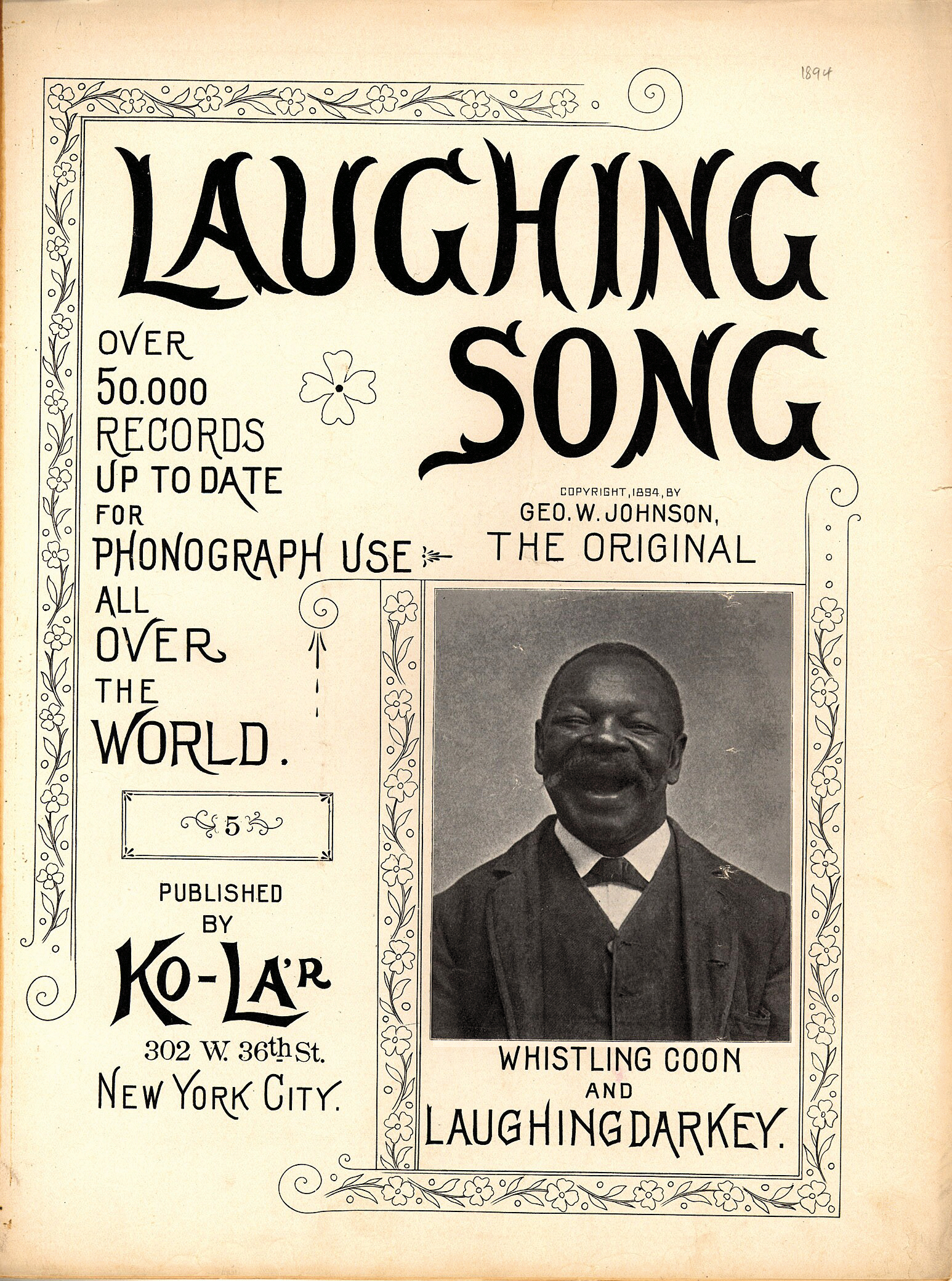
Portada de la partitura de The Laughing Song de George W Johnson (c. 1896)

Continuó grabando para las compañías de Nueva York y Nueva Jersey, y en 1891, también comenzó a grabar para su empresa matriz, North American Phonograph Company. Al menos una de sus sesiones de grabación de 1891 se llevó a cabo en el laboratorio de Thomas Edison en West Orange, Nueva Jersey. También hizo apariciones en Vodevil.
En 1894, comenzó a grabar con Len Spencer, una estrella de vodevil de la época, y los dos seguirían siendo amigos hasta el final de la vida de Johnson. En 1895, realizó sus primeras grabaciones con la nueva tecnología de discos para Berliner Gramophone. Además de Berliner, también grabó para Edison Records, Columbia, Victor Talking Machine Company, Chicago Talking Machine Company, Bettini y muchas otras pequeñas compañías de cilindros y discos durante la década de 1890 y hasta 1909 o 1910.
En 1897, grabó dos nuevas canciones, The Laughing Coon y The Whistling Girl. La cuales permanecieron en los catálogos de Edison y Columbia durante años, aunque ninguna fue tan popular como sus dos temas originales.

### Muerte
En 1905, su popularidad había disminuido notablemente. Las nuevas tecnologías de grabación permitieron la impresión de miles de registros duplicados de un solo maestro, y ya no se necesitaba a Johnson para grabar cada copia individualmente. Su amigo Len Spencer, ahora un exitoso artista y agente de reservas, contrató a Johnson como portero de oficina. Trabajó para Spencer y vivió en su edificio de oficinas durante varios años, luego regresó a Harlem, donde murió de neumonía y miocarditis en 1914 a la edad de 67 años. Fue enterrado en una tumba sin nombre en el cementerio Maple Grove en Kew Gardens, Queens, Nueva York.

## Vida personal
Han circulado rumores falsos de que Johnson murió en un linchamiento por motivos raciales o, alternativamente, que fue ahorcado después de cometer un asesinato. Si bien ninguna de estas historias es cierta, tuvo una vida personal «llena de acontecimientos». No hay evidencia de que alguna vez se haya casado legalmente o haya tenido hijos, pero tuvo al menos dos «esposas de derecho consuetudinario», las cuales murieron mientras vivían con él. La primera, una «mujer alemana» no identificada, fue encontrada muerta en su apartamento en el 39th West Street a finales de 1894 o principios de 1895, no se presentaron cargos. la segunda, Roskin Stuart, fue encontrada golpeada e inconsciente en su apartamento en el 41st de West Street el 12 de octubre de 1899. Stuart fue llevada al hospital y murió unas horas después. Johnson fue juzgado por asesinato en primer grado y declarado no culpable.

## Honores
En 2013, la sociedad histórica de Maple Grove inició una campaña para honrar a Johnson y recibió una subvención de la Fundación MusiCares para erigir una placa en su tumba. El 12 de abril de 2014, un siglo después de su muerte, el cantante fue finalmente reconocido en una ceremonia que incluyó exhibiciones, presentaciones y la actuación del actor Larry Marshall, quien se hizo pasar por Johnson.
También en abril de 2014, su grabación de 1896 de The Laughing Song se incluyó en el Registro Nacional de Grabaciones de la Biblioteca del Congreso.